# If I Had Your Love
If I Had Your Love – singiel islandzkiej piosenkarki Selmy Björnsdóttir napisany przez Thorvaldura Bjarniego Thorvaldssona, Vignira Snæra Vigfússona i Lindę Thompson oraz wydany jako singiel w 2005 roku.
W marcu 2005 roku utwór został ogłoszony numerem wybranym wewnętrznie przez krajową telewizję na propozycję reprezentującą Islandię w 50. Konkursie Piosenki Eurowizji organizowanym w Kijowie. 14 marca opublikowano słowa do piosenki. Jej premiera odbyła się pięć dni później, wtedy też zaprezentowano do niego teledysk wyprodukowany przez Gudjona Jonssona z agencji Spark Production.
19 maja piosenkarka zaprezentował utwór jako dziesiąta w kolejności w półfinale widowiska i zajęła z nim ostatecznie szesnaste miejsce z 52 punktami na koncie, przez co nie zakwalifikowała się do finału.

## Lista utworów
CD single
1. „If I Had Your Love” (Vocal Version) – 3:11
2. „If I Had Your Love” (Instrumental Version) – 3:11

- Teledysk do „If I Had Your Love”